# Brian Trenchard-Smith
Brian Trenchard-Smith (Inghilterra, 1946) è un regista, sceneggiatore e produttore cinematografico britannico, conosciuto per i suoi contributi nel genere horror e d'azione durante gli anni settanta e ottanta in Australia.
La maggior parte dei suoi lavori sono stati in televisione, e la maggior parte dei suoi film sono stati pubblicati in formato direct-to-video. Generalmente lavora nei generi drammatici, d'azione e horror. Ha diretto quarantadue film e serie televisive inclusi Turkey Shoot, Dead-End Drive In, Il dragone vola alto e Leprechaun 4 - Nello spazio.
In aggiunta, è stato accreditato da Quentin Tarantino come uno dei suoi registi preferiti.

## Filmografia

### Regista
- The Stuntmen (1973)
- Kung Fu Killers (1974)
- The Love Epidemic (1975)
- Il dragone vola alto (Dragon Flies, 1975)
- Stunt Rock (1980)
- Turkey Shoot (1982)
- La banda della BMX (BMX Bandits, 1983)
- Il mistero del lago scuro (The Quest, 1986)
- Dead-End Drive In (1986)
- Attacco alla base militare Gloria (The Siege of Firebase Gloria, 1989)
- Incontri ravvicinati (Official Denial, 1994)
- Leprechaun 3 (1995)
- Leprechaun 4 - Nello spazio (Leprechaun 4: In Space, 1997)
- La crociera della paura (Voyage of Terror o The Fourth Horseman, 1998)
- Britannic (2000)
- 2012 - L'avvento del male (Megiddo: The Omega Code 2, 2001)
- Phantom Below - Sottomarino fantasma (Tides of War, 2005)
- Air Force Two (2006)
- Tutta la verità (Long Lost Son, 2006) - Film TV
- Pimpin' Pee Wee (2009)
- Attacco glaciale (Arctic Blast, 2010)
- Absolute Deception (2013)

### Sceneggiatore
- The Stuntmen (1973)
- Kung Fu Killers (1974)
- The Love Epidemic (1975)
- Il dragone vola alto (Dragon Flies, 1975)
- Deathcheaters (1976)
- Stunt Rock (1980)
- Strike of the Panther (1988)
- Day of the Panther (1988)
- Dangerfreaks (1989)
- Fuori tempo massimo (Seconds to Spare, 2002) - Film TV
- Drive Hard (2014)

### Produttore
- The Stuntmen (1973)
- Kung Fu Killers (1974)
- Deathcheaters (1976)
- Bloodtide (1982)
- Il sepolcro della vendetta (Demonstone, 1989)
- Dangerfreaks (1989)
- The Paradise Virus (2003)
- Phantom Below - Sottomarino fantasma (Tides of War, 2005)
- Malibu Shark Attack (2009)